# Infanterie-Regiment „Herwarth von Bittenfeld“ (1. Westfälisches) Nr. 13
Das Infanterie-Regiment „Herwarth von Bittenfeld“ (1. Westfälisches) Nr. 13 war ein Infanterieverband der Preußischen Armee. Das Regiment wurde 1813 in Ostpreußen gebildet, dann 1817 in die Provinz Westfalen verlegt, die seit kurzem zu Preußen gehörte. Wichtigster Garnisonsort war Münster. Das Regiment nahm Zeit seines Bestehens an allen wesentlichen Kriegen Preußens und des Deutschen Reichs teil, u. a. an den Befreiungskriegen 1813–1815 und den drei Einigungskriegen 1864–1871. Als Namensgeber des Regiments wurde 1889 der preußische Generalfeldmarschall Eberhard Herwarth von Bittenfeld posthum geehrt. Nach Teilnahme am Ersten Weltkrieg 1914–1918 wurde das Regiment aufgelöst.

## Geschichte

### Formierung und Befreiungskriege (1813–1817)
Im Herbst und Winter 1812 scheiterte Napoleons Russlandfeldzug, das französische Expeditions-Heer wurde vernichtend geschlagen. Am 30. Dezember 1812 trat auf Verantwortung des preußischen Generals Yorck der Waffenstillstand zwischen Preußen und Russland in Kraft. Praktisch verließen die preußischen Truppen damit das aufgezwungene Bündnis mit der französischen Armee und stellten sich auf die Seite der Alliierten im Kampf gegen Napoleon. Am 9. Februar 1813 wurde in Preußen die allgemeine Wehrpflicht eingeführt, vorerst nur für die Zeit des Krieges. Am 17. März 1813 rief der preußische König das Volk zum Befreiungskampf auf („An Mein Volk“) und erklärte am selben Tag Frankreich den Krieg.
Im Zuge der Wiederaufbau der preußischen Armee wuchs die Stärke des Heeres von 42.000 Mann (Obergrenze gemäß dem Frieden von Tilsit, 1807) auf 300.000 Mann (1813). Am 1. Juli 1813 wurden gemäß A.K.O. in den nicht französisch besetzten östlichen Provinzen Preußens zwölf Reserve-Infanterie-Regimenter gebildet. Jedes der zwölf Reserve-Infanterie-Regimenter wurde einem der bestehenden zwölf Linien-Infanterie-Regimenter zugeordnet, Regimentsnummer und Garnison waren jeweils identisch. Entsprechend wurde das spätere Infanterie-Regiment Nr. 13 zunächst als 1. Reserve-Infanterie-Regiment in Königsberg aufgestellt, und dem ebenfalls in Königsberg stationierten 1. Ostpreußischen Infanterie-Regiment zugeordnet. Die Aufstellung erfolgte aus dem I., II. und III. Ostpreußischen Reserve-Musketier-Bataillon sowie dem I. Litthauischen Reserve-Füsilier-Bataillon mit Standorten in Königsberg (II. und III. Bataillon sowie Füsiliers-Bataillon) und Graudenz (I. Bataillon). Normalerweise hatte ein Infanterie-Regiment nur zwei statt drei Musketier-Bataillone und ein Füsilier-Bataillon. Bei der Bildung der Reserve-Bataillone waren mehr Einheiten aufgestellt worden, als auf die Linien-Regimenter verteilt werden konnte. Daher erhielten einige der Reserve-Regimenter ein zusätzliches Bataillon.
Die Soldaten dieser vier Bataillone kamen entsprechend dem Aufstellungsort aus den preußischen Provinzen Ostpreußen und Westpreußen sowie aus Litauen und waren überwiegend evangelischen Glaubens. Der Ausbildungsstand der Soldaten war uneinheitlich. Teils waren die Soldaten als Reservisten in ihrer aktiven Zeit gut ausgebildet, doch lag diese unterschiedlich lange zurück. Dazu kamen kurz ausgebildete Soldaten, die im Krümpersystem vier bis acht Wochen Ausbildung hinter sich hatten, und schließlich Rekruten ohne jegliche Ausbildung. Verstärkt wurden die Bataillone durch freiwillige Jäger, die eine Führungsreserve bildeten. Die Ausrüstung und Bewaffnung der Soldaten war uneinheitlich und teilweise in schlechtem Zustand: Das früher aufgestellte I. Bataillon hatte neue Uniformen aus englischer Produktion erhalten, aber die anderen drei Bataillone trugen abgelegte Uniformen ihres Stammregiments auf: blaue Röcke mit ziegelrotem Kragen und Aufschlägen, die Achselklappen waren weiß, Hosen und Mäntel grau. Die Hauptbewaffnung bestand aus französischen Musketen, die von der russischen Armee 1812 erbeutet worden waren.
Alle vier Bataillone des Regiments kämpften im Befreiungskrieg 1813–1815 gegen die Armeen Napoleons. Das spätere I. Bataillon des 13. Infanterie-Regiments nahm ab Ende März 1813 an der Einschließung von Stettin teil. Das Belagerungskorps unter Führung von Tauentzien bestand aus 13 Reserve-Bataillonen, welche Linien-Truppen ablösten. Das spätere II., III. und IV. Bataillon des 13. Infanterie-Regiments nahmen am 4. Juni 1813 am Gefecht bei Luckau teil, wo sie im III. Korps unter Führung von Bülow standen. Am 30. Juli 1813 wurde das I. Bataillon mit den drei anderen Bataillonen in Ziesar zusammengeführt, und zum 1. Reserve-Regiment vereinigt.
Das Regiment wurde fortan in der Division Hirschfeld im IV. Armee-Korps geschlossen eingesetzt und nahm an einer Reihe von Gefechten und Belagerungen teil: Gefecht bei Königsborn (21. August 1813), Schlacht bei Hagelberg (27. August 1813), Belagerung von Wittenberg, Belagerung von Torgau (18. Oktober bis 26. Dezember 1813) und Belagerung der Festung Magdeburg im Frühjahr 1814. Bei der Schlacht bei Großbeeren und der Schlacht bei Dennewitz stand das Regiment in Reserve, wurde aber nicht eingesetzt. Nach der Abdankung Napoleons wurde am 30. Mai 1814 der Pariser Frieden geschlossen. Das Regiment rückte in Mainz ein, am 25. April 1815 wurde das IV. Bataillon aufgelöst, das bisherige III. Bataillon wurde zum Füsilier-Bataillon. Als Napoleon aus seiner Verbannung zurückgekehrt war und während der Herrschaft der Hundert Tage im Begriff war, wieder in das europäische Geschehen einzugreifen, kam auch das Regiment erneut zum Einsatz: Ab dem 7. Juli 1815 nahm es an der Belagerung von Landau mit I., Füsilier-Bataillon und Jägern teil, das II. Bataillon blieb in Mainz zurück. Insgesamt erlitten die vier Bataillone des Regiments in den Jahren 1813 bis 1815 Verluste von 72 Toten und 423 Verwundeten.
Mit A.K.O. vom 25. März 1815 wurde das 1. Reserve-Infanterie-Regiment in 13. Infanterie-Regiment umbenannt und war damit ein Linien-Regiment. Ebenso verfuhr man dem 2. bis 12. Reserve-Infanterie-Regiment, der Nummernversatz ist einheitlich 12: Das 2. Reserve-Infanterie-Regiment wurde also zum 14., das 3. zum 15. Infanterie-Regiment und so weiter bis zum 12. Reserve-Infanterie-Regiment, das zum 24. Infanterie-Regiment wurde. Das Regiment kehrte im Februar 1816 nach einem zweimonatigen Marsch über Eisenach, Halle/S., Wittenberg, Landsberg a.d.W., Graudenz in die Königsberger Garnison zurück. Das II. Bataillon kam vorerst in Rastenburg und Rößel unter, stieß aber im Juli 1816 zum Stab, dem I. und Füsilier-Bataillon hinzu, die sich bereits in Königsberg befanden.

### Verlegung nach Westfalen, Märzrevolution und Umformierung (1817–1860)
1817 wurde das Regiment in die neue preußische Provinz Westfalen verlegt, die in Folge des Wiener Kongresses 1815 zu Preußen gekommen war. Regimentsstab und I. Bataillon wurden in Münster einquartiert, die beiden übrigen Bataillone in Soest und Wesel.
Anfangs gab es in der neuen, katholisch geprägten Garnison Misstrauen und Abneigung gegenüber dem preußischen Militär, bis zum Ende des 19. Jahrhunderts änderte sich das. Dazu trug auch die Einziehung von westfälischen, meist katholischen Wehrpflichtigen bei.
Während der Revolution von 1848/1849 waren kleinere Teile des Regiments – Züge, Kompanien – an verschiedenen Orten in der Region daran beteiligt, Unruhen zu bekämpfen oder durch Präsenz den Ausbruch zu verhindern. Insbesondere war das Regiment 1849 an der Niederschlagung der Revolte in Iserlohn beteiligt.
1859 gab das Regiment Mannschaften und Offiziere an das 5. Westfälische Infanterie-Regiment Nr. 53 ab, das offiziell im Mai 1860 aufgestellt wurde.

### Deutsch-Dänischer Krieg (1864)
Am Krieg gegen Dänemark von 1864 nahm das Regiment im Bestand der 13. Infanterie-Division im I. kombinierten preußischen Armee-Korps teil und war an folgenden Kampfhandlungen beteiligt:
- 01. Februar – Deckung der Artillerie, die in Sandkrug und am Mövenberg in Stellung gegangen war, um die dänische Korvette Thor und den gepanzerten Schoner Esbern Snare zu beschießen
- 02. Februar – Gefecht von Missunde, Teilnahme mit dem Füsilier-Bataillon
- Gefecht beim Rackebüller Holz
- Gefecht vor Düppel
- Einschließung der Düppeler Schanzen, Erstürmung am 18. April 1864
- 29. Juni 1864 – Übergang nach Alsen

Das Regiment hatte im Krieg gegen Dänemark Verluste von 15 Gefallenen oder an Verwundungen Gestorbenen zu verzeichnen, darunter ein Offizier. Dazu kamen 32 an Krankheiten verstorbene Soldaten, die zumeist Fieber oder Typhus erlagen.

### Krieg gegen Österreich (1866)
1866 nahm das Regiment am Deutschen Krieg gegen den Deutschen Bund unter Führung Österreichs teil. Es gehörte dabei zur Division Göben in der Main-Armee und nahm an folgenden Gefechten teil:
- Nacht vom 2. auf 3. Juli – Vorpostengefecht bei Immelborn
- 04. Juli – Gefecht bei Dermbach
- Scharmützel bei Waldfenster
- 10. Juli – Schlacht bei Kissingen
- 13. Juli – Gefecht bei Frohnhofen / Gefecht bei Waldaschaff
- 14. Juli – Gefecht bei Aschaffenburg
- 24. Juli – Gefecht bei Tauberbischofsheim
- 25. Juli – Gefecht bei Gerchsheim
- 27. Juli – Beschießung von Würzburg

Das Regiment hatte während des Krieges von 1866 Verluste von 56 Kriegstoten zu verzeichnen, darunter sieben Offiziere. Fast alle dieser Verluste erlitt das Regiment an nur zwei Tagen: am 4. Juli 1866 fielen 25 Regimentsangehörige bei Dermbach, Wiesenthal und Zelle und am 14. Juli fielen 26 Regimentsangehörige bei Aschaffenburg, beziehungsweise erhielten dort Verwundungen, die später zum Tod führten. Dazu kamen 21 Tote durch Krankheiten, meist Typhus oder Cholera.
Im September 1866 gab das Regiment die 13., 14., und 15. Kompanie an das neuformierte Infanterie-Regiment Nr. 85 ab, das im zu Preußen hinzugewonnenen Holstein stand.

### Deutsch-Französischer Krieg (1870/71)

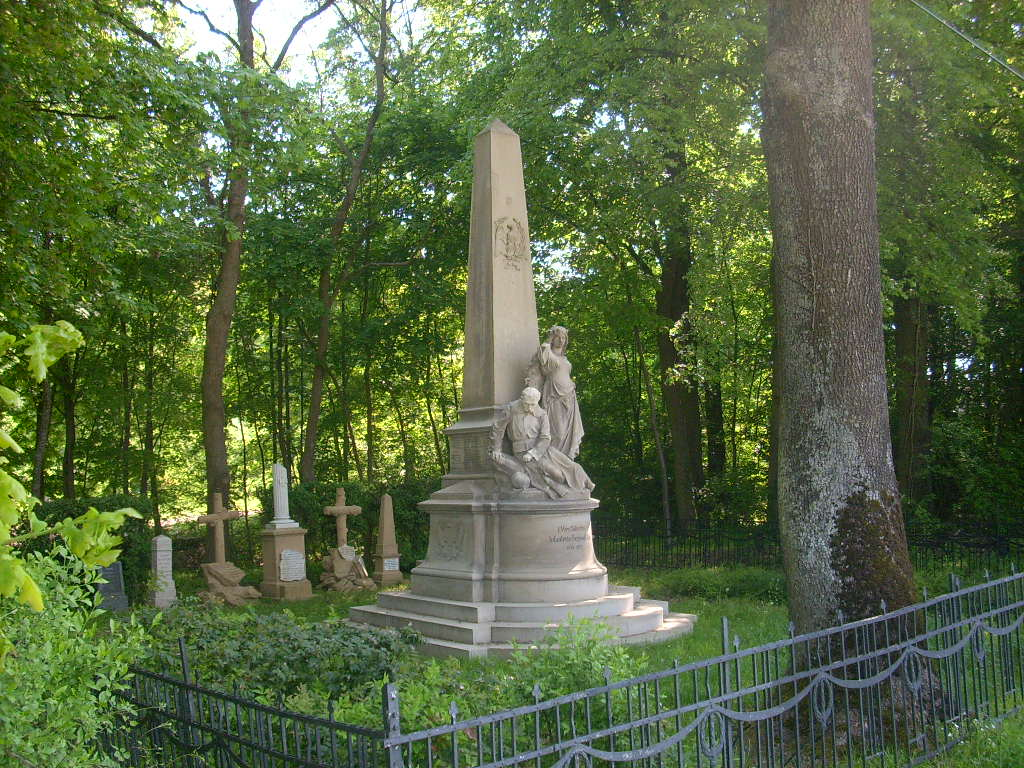
13er Denkmal bei Colombey

Das Regiment nahm am Krieg gegen Frankreich im Bestand der 13. Infanterie-Division im VII. Armee-Korps teil und war an folgenden Gefechten beteiligt:
- 14. August – Schlacht bei Colombey
- 18. August – Schlacht bei Gravelotte
- Ausfallgefechte bei Villers l’Orme, Peltre und Mercy-le-Haut
- Gefecht bei Auxerre und St. Bris
- Gefecht bei Precy und Vorges
- 1870 – Belagerung von Metz

Das Regiment hatte während des Krieges Verluste von 107 Kriegstoten zu verzeichnen, darunter sieben gefallene Offiziere. Mehr als zwei Drittel dieser Verluste erlitt das Regiment am 14. August bei Colombey. Dazu kamen 123 an Krankheiten – meist Ruhr oder Typhus – verstorbene Regimentsangehörige sowie zwei Vermisste. Insgesamt starben also 232 Mann, verwundet waren einige Hundert.

### Garnisonszeit im Kaiserreich (1872–1913)
1872 wurde in Münster am Ludgeriplatz ein Denkmal für die Gefallenen des Infanterie-Regiments von 1870/1871 errichtet, die sogenannte „Trauernde Germania“. Der Ort des Denkmals war nur die zweite Wahl, ursprünglich sollte das Denkmal auf dem Schlachtfeld von Colombey errichtet werden. Dies ließ sich nicht verwirklichen, daher fiel die Wahl auf den Garnisonsort des Regiments. Auf einem Sockel befand sich eine zwei Meter hohe Statue der Germania mit Schild und Schwert, bekleidet mit Kettenhemd und Umhang und geschmückt mit Lorbeerkranz und Krone. Die Germania senkt ihren Kopf in trauernder Pose und mit melancholischem Gesichtsausdruck. Das Denkmal hatte der Bildhauer Johann Bernhard Allard (1825–1897) aus Münster entworfen. Die Namen der 109 Gefallenen des Regiments waren auf dem Sockel verzeichnet. Das Denkmal wurde später an das Neubrückentor versetzt, und dort im Zweiten Weltkrieg zerstört.
Das Infanterie-Regiment Nr. 13 war das „wichtigste und bekannteste Regiment in Münster“, die Soldaten – „13er“ genannt – genossen in Münster große Popularität.
1881 gab das Regiment die 7. Kompanie an das neuformierte Infanterie-Regiment Nr. 131 ab, das in Lothringen stand. Diese Provinz war in Folge des Krieges 1870/71 zu Preußen hinzugekommen. 1887 wurde ein IV. Bataillon gebildet, das aus der 3. Kompanie des Regiments, der 2. Kompanie des 5. Westfälischen Infanterie-Regiments Nr. 53 und der 11. Kompanie des 2. Westfälischen Infanterie-Regiments Nr. 15 bestand. Dieses IV. Bataillon wurde 1890 an das neuformierte Infanterie-Regiment Nr. 140 in Westpreußen abgegeben. 1893 wurde durch das Regiment ein Halb-Bataillon gebildet, das 1897 an das neuaufgestellte Infanterie-Regiment Nr. 158 abgeben wurde, wiederum in Lothringen.

### Erster Weltkrieg (1914–1918)
Das Regiment wurde 1914 zum Ausbruch des Ersten Weltkriegs mobilisiert und nahm im Bestand der 13. Infanterie-Division daran teil. Das Regiment wurde ausschließlich an der Westfront in Belgien und Frankreich eingesetzt, unter anderem bei Lüttich, Namur, St. Quentin, Reims, Lille, Verdun und Sedan. Der Einsatz in der Schlacht um Verdun war besonders verlustreich. Weitere Details im Gefechtskalender der 13. Infanterie-Division.
4.213 Angehörige des Regimentes fanden im Ersten Weltkrieg den Tod, ob auf dem Gefechtsfeld oder später in Folge von Verwundungen. Am 11. November 1918 wurde der Waffenstillstand geschlossen, das Regiment befand sich zu dem Zeitpunkt größtenteils in der Champagne. Das Regiment wurde in Fußmärschen und per Zug in die Heimat zurückgeführt. Am 8. Dezember 1918 zogen die Überlebenden in Münster ein und wurden von der Bevölkerung empfangen.

### Auflösung und Nachwirkung (ab 1919)
Das Regiment wurde am 30. September 1919 aufgelöst.

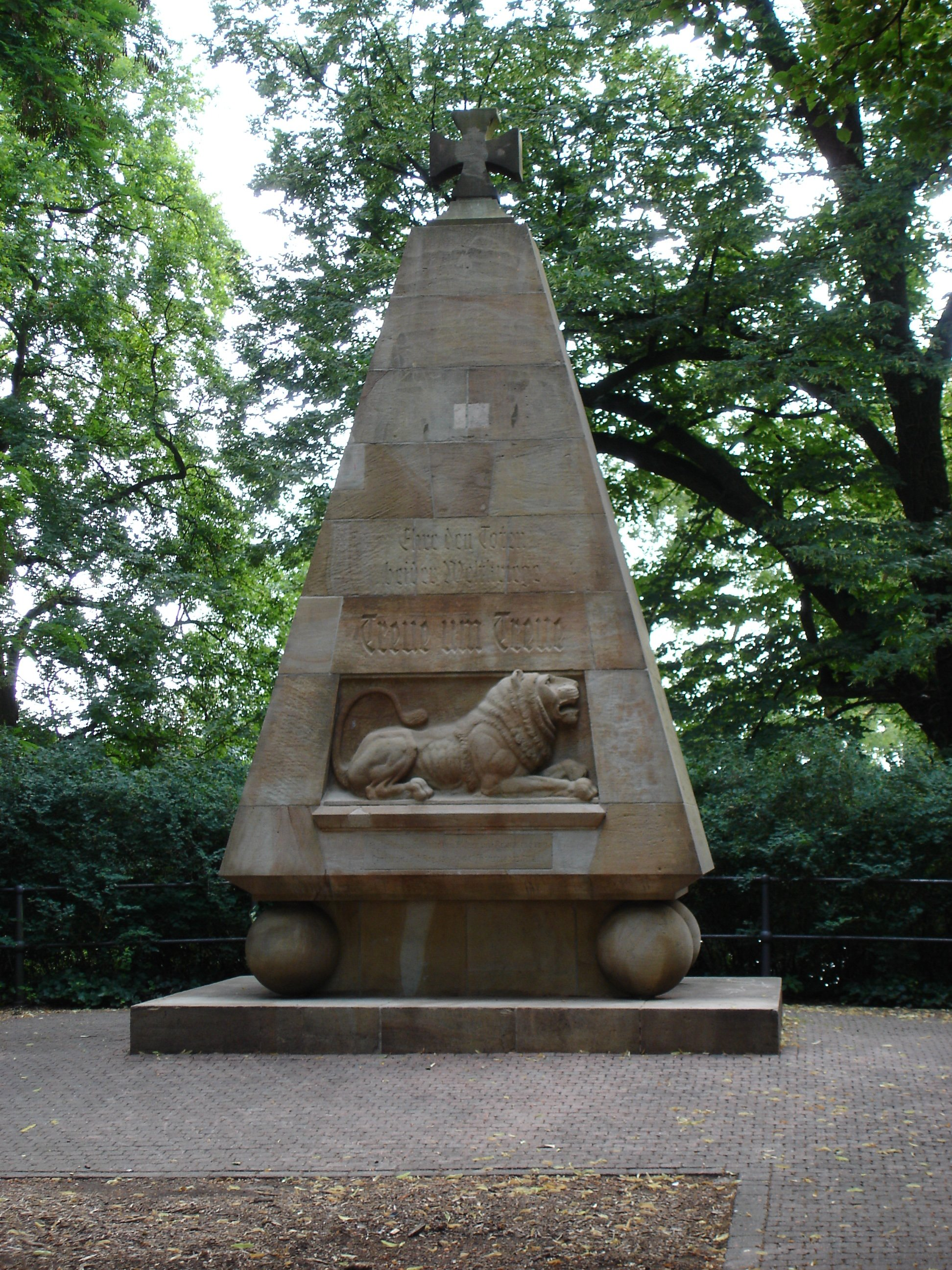
Dreizehner-Denkmal am Aegidiiwall der Promenade in Münster

Das Dreizehner-Denkmal wurde von 1923 bis 1925 in Münster an der Promenade am Stadtgraben errichtet, um der Gefallenen des Infanterie-Regiments „Herwarth von Bittenfeld“ (1. Westfälisches) Nr. 13 und des Reserve-Infanterie-Regiments Nr. 13 aus dem Ersten Weltkrieg zu gedenken. Der Entwurf stammte vom ortsansässigen Bildhauer Heinrich Bäumer sen. (1874–1951). Nach 1945 wurde die Widmung des Denkmals um die Gefallenen des Infanterie- bzw. Panzergrenadier-Regiments Nr. 79 aus dem 2. Weltkrieg erweitert, das in der Traditionslinie des IR-13 stand.
An diesem Denkmal fanden die zentralen Gedenkfeiern zum Volkstrauertag in Münster unter Beteiligung der Bundeswehr statt. 2015 wurde diese Tradition mit Verweis auf die Inschrift „Treue um Treue“ auf dem Denkmal kritisiert, weil dieser Spruch in der späteren Traditionslinie der Fallschirmjäger bzw. der SS („Unsere Ehre heißt Treue“) stehe. Unter anderem stellte der PDS-Abgeordnete Hubertus Zdebel dazu im Bundestag eine Anfrage. Das Bundesministerium der Verteidigung erließ 2013 eine Weisung, die den Gebrauch der Inschrift „Treue um Treue“ auf Ehrentafeln der Bundeswehr verbot. 2016 wurde die Gedenkfeier zum Volkstrauertag verlegt und findet seitdem auf dem Platz des Westfälischen Friedens im Innenhof des Münsteraner Rathauses statt.

## Kommandeure
Die Ehrenbezeichnung Regimentschef trug von 1842 bis 1849 Ernst von Pfuel, dann von 1851 bis 1853 Großherzog August von Oldenburg, von
1861 bis 1884 der spätere Namensgeber Eberhard Herwarth von Bittenfeld, gefolgt von 1892 bis 1896 vom Herzog Wilhelm von Württemberg, dann ab 1897 bis 1910 Wilhelm von Blume.
Kommandeure des Regiments waren nach Jahr der Ernennung:
| Ab   | Kommandeur (Lebensdaten)                           | Ab   | Kommandeur (Lebensdaten)                            |
| ---- | -------------------------------------------------- | ---- | --------------------------------------------------- |
| 1813 | Langen, Karl von (1762–1820)                       | 1869 | Frankenberg und Ludwigsdorf, Moritz von (1820–1890) |
| 1815 | Quadt und Hüchtenbruck, Konstantin von (1781–1868) | 1873 | Dallmer, Leopold von (1827–1901)                    |
| 1815 | Ledebur, Alexander von (1774–1850)                 | 1879 | Schaumann, Karl von (1835–1900)                     |
| 1830 | Natzmer, Wilhelm von (1770–1842)                   | 1885 | Specht, Wilhelm von (1838–1910)                     |
| 1836 | Björnstjerna, Gustav Heinrich von (1784–1840)      | 1888 | Alvensleben, Friedrich von (1837–1894)              |
| 1841 | Klein, Philipp (1788–1875)                         | 1891 | Warendorff, Heinrich von (1841–1915)                |
| 1847 | Schröders, Karl (1796–1867)                        | 1894 | Hentschel von Gilgenheimb, Leopold (1845–1919)      |
| 1850 | Roedern, Louis von (1795–1857)                     | 1896 | Fransecky, Heinrich von (1842–1917)                 |
| 1855 | Mülbe, Otto von der (1801–1891)                    | 1897 | Blankenburg, Hermann von (1851–1922)                |
| 1857 | Plessen, Hermann von (1803–1877)                   | 1899 | Schack, Hans von (1853–1934)                        |
| 1858 | Ingersleben, Albert von (1805–1891)                | 1902 | Brozowski, Wilhelm von (1852–1945)                  |
| 1861 | Witzleben, August von (1808–1880)                  | 1905 | Rosenberg-Gruszczynski, Horst von (1855–1923)       |
| 1865 | Gellhorn, Paul von (1813–1867)                     | 1909 | Homeyer, Otto von (1853–1924)                       |
| 1867 | Goetzen, Louis von                                 | 1912 | Ziegesar, Hermann von                               |
| 1868 | Barby, Rudolf von (1821–1906)                      | 1914 | Delius, Hermann                                     |

## Garnisonen und Kasernenbauten
Königsberg war Garnison von 1813 bis 1817. Das spätere II. und III. Bataillon sowie das Füsilier-Bataillon wurden hier 1813 aufgestellt, jedoch schon bald darauf verlegt, um an den Kämpfen der Befreiungskriege teilzunehmen. Das ganze Regiment kehrte 1816 nach Königsberg zurück und wurde in Bürgerquartieren untergebracht.

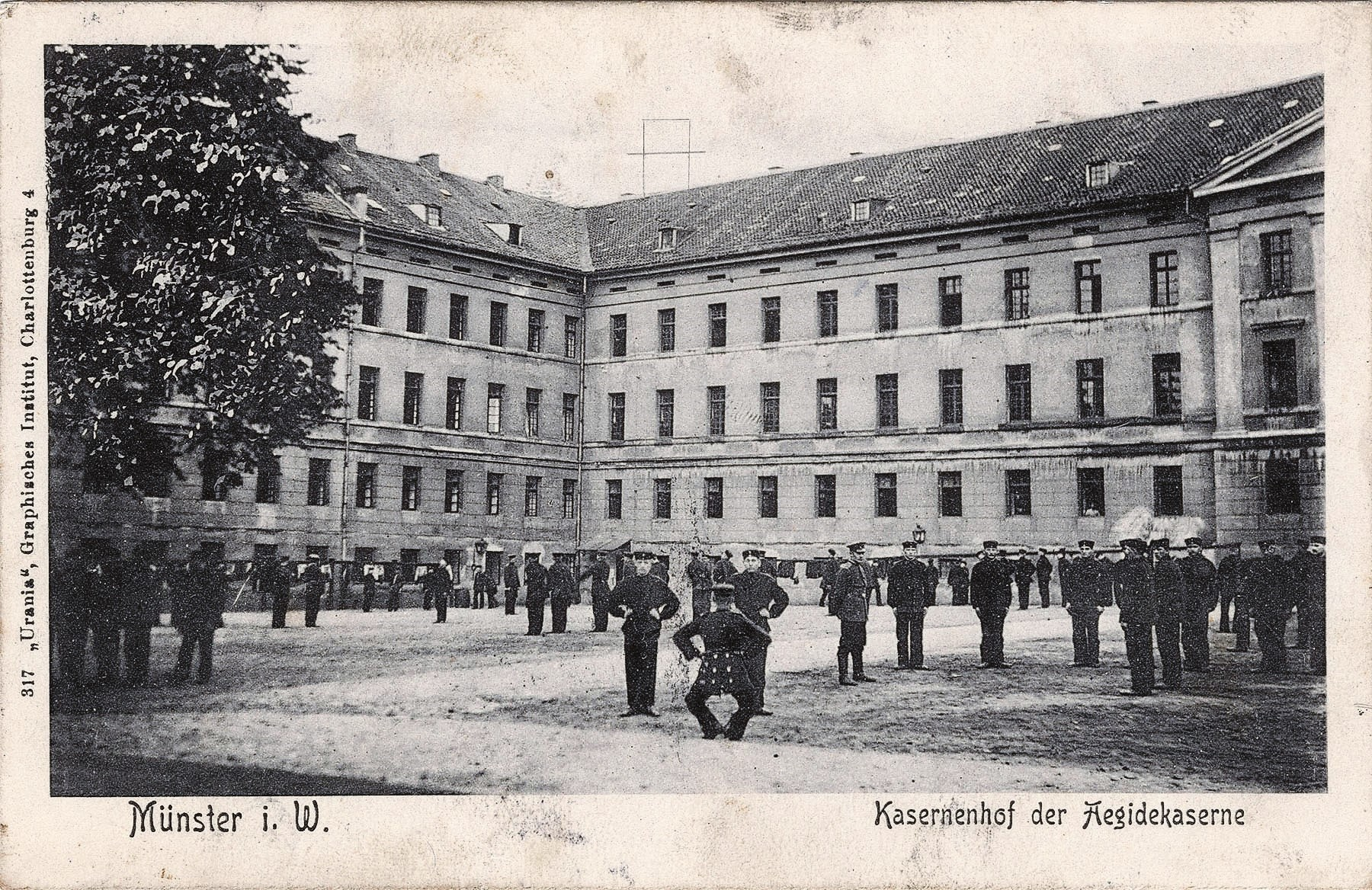
Soldaten des Regiments im Innenhof der Ägidii-Kaserne in Münster (1910)

Münster war die wichtigste Garnison des Regiments während der gesamten Zeit seines Bestehens. Nach der Verlegung von Königsberg nach Münster 1817 wurden die Angehörigen von Stab, I. und II. Bataillon per Einquartierung in Privathäusern untergebracht, was bei der steigenden Zahl von Soldaten in Münster immer weniger handhabbar war. Zudem war die dauernde Einquartierung bei den Bürgern nicht beliebt. Im Herbst 1820 wurden die ersten zwei Kompanien des Regiments in Münster im umgebauten Minoriten-Kloster kaserniert, wo auch ein Offiziers-Casino eingerichtet wurde. Die Minoriten-Kaserne an der Neubrückenstraße befand sich unweit der Apostelkirche, die nach einem Umbau als Militärkirche genutzt wurde. Die restlichen sechs Kompanien verblieben in Bürgerquartieren. Mit der Errichtung der Ägidii-Kaserne, die sich auf dem Gelände des abgerissenen ehemaligen Ägidii-Klosters am heutigen Aegidiimarkt befand, änderte sich auch das. Die Vorplanung für diese Nutzung hatte Baurat Lehmann aus Münster schon 1817 angefertigt, den Bauplan lieferte dann Wilhelm Salzenberg 1827/29. Die Grundsteinlegung für die Kaserne fand 1828 statt, 1831 bezogen die sechs noch nicht kasernierten Kompanien des Regiments die Ägidii-Kaserne. Das dreistöckige Gebäude im klassizistischen Stil bestand aus zwei Flügeln, die rechtwinklig aufeinander stießen. Der nördliche Flügel verlief entlang der heutigen Johannisstraße / Bispinghof, der östliche, leicht geschwungene Flügel entlang der Aegidiistraße. Der Innenhof zwischen den Flügeln wurde als Exerzierplatz genutzt. Das Regiment nutzte die Ägidii-Kaserne bis zu seiner Auflösung 1919, danach war dort eine Polizeischule und ein Hauptversorgungsamt der Reichswehr untergebracht. Die Kaserne wurde im Zweiten Weltkrieg schwer beschädigt, nach dem Krieg abgerissen, und durch einen Neubau mit Tiefgarage ersetzt. 1913 begann man an der Grevener Straße mit dem Bau einer weiteren Kaserne für das Regiment, die jedoch erst 1922 fertig gestellt wurde – das Regiment bezog den heute denkmalgeschützten Bau nie. Nach dem Zweiten Weltkrieg bezogen die britischen Truppen das Areal unter dem Namen Lincoln-Kaserne, nach dem Abzug 1994 wurde es zu einem Wohnquartier konvertiert.
Die Festungsstadt Wesel war nach Münster die wichtigste Garnison des Regiments. Dort zog das Füsilier-Bataillon 1817 nach der Verlegung aus Ostpreußen ein und wurde in Bürgerquartieren untergebracht. Im Mai 1818 wurden zwei der vier Kompanien des Füsilier-Bataillons in Wesel kaserniert, im Herbst 1820 auch die verbleibenden zwei Kompanien. Das Füsilier-Bataillon stand bis 1833 bis auf kurze Unterbrechungen (in Soest bzw. Warendorf) in Wesel. Ab 1833 trat das Bataillon nach Münster zum Rest des Regimentes, kehrte aber 1836 wieder nach Wesel zurück. Dort verblieb das Bataillon bis 1864. Von 1851 bis 1856 war Wesel Standort des gesamten Regiments.
Hamm war Garnison von 1866 bis 1877.
Paderborn war Garnison von 1887 bis 1890.